# Mistrzostwa Świata w Piłce Nożnej 2026 (eliminacje strefy CONCACAF)/Grupa A
Ten artykuł dotyczy trwającego lub niedawnego wydarzenia sportowego. Informacje w nim zamieszczone mogą się zmienić lub zdezaktualizować wraz z postępem zdarzenia. Początkowe doniesienia, wyniki lub statystyki mogą być niepewne. Ostatnie aktualizacje do tego artykułu mogą nie odzwierciedlać najbardziej aktualnych informacji.
W Grupie A drugiej rundy eliminacji do Mistrzostw Świata 2026 biorą udział następujące zespoły:
- Honduras
- Antigua i Barbuda
- Kuba
- Bermudy
- Kajmany

## Tabela
| Lp. | Drużyna           | M | Z | R | P | B+ | B– | +/– | Pkt | Kwalifikacja            |     | Honduras | Bermudy | Kuba |     | Antigua i Barbuda |
| --- | ----------------- | - | - | - | - | -- | -- | --- | --- | ----------------------- | --- | -------- | ------- | ---- | --- | ----------------- |
| 1   | Honduras          | 4 | 4 | 0 | 0 | 12 | 2  | +10 | 12  | Awans do trzeciej rundy |     |          |         | 3–1  |     | 2–0               |
| 2   | Bermudy           | 4 | 2 | 1 | 1 | 9  | 8  | +1  | 7   | Awans do trzeciej rundy |     | 1–6      |         |      | 5–0 |                   |
| 3   | Kuba              | 4 | 2 | 0 | 2 | 6  | 5  | +1  | 6   |                         |     |          | 1–2     |      | 3–0 |                   |
| 4   | Kajmany           | 4 | 1 | 0 | 3 | 1  | 9  | −8  | 3   |                         | 0–1 |          |         |      | 1–0 |                   |
| 5   | Antigua i Barbuda | 4 | 0 | 1 | 3 | 1  | 5  | −4  | 1   |                         |     | 1–1      | 0–1     |      |     |                   |

1. ↑  Kuba odniosła zwycięstwo 3–0 przez walkower, ponieważ Kajmany nie mogły podróżować na Kubę z powodu problemów wizowych wynikających z polityki rządu Stanów Zjednoczonych w kwestii podróży na Kubę.[1]

## Wyniki
| 5 czerwca 202421:00 CEST | Antigua i Barbuda | 1:1(1:0) | Bermudy  | ABFA Technical Center, Pigotts Widzów: 404 Sędzia: Adonis Carrasco Garcia |
| 5 czerwca 202421:00 CEST | Deterville 26'    | 1:1(1:0) | 90' Ming | ABFA Technical Center, Pigotts Widzów: 404 Sędzia: Adonis Carrasco Garcia |

| 7 czerwca 202402:30 CEST | Honduras                                    | 3:1(2:1) | Kuba      | Estadio Nacional Chelato Uclés, Tegucigalpa Widzów: 10 111 Sędzia: Juan Gabriel Calderón |
| 7 czerwca 202402:30 CEST | Lozano 26' · Rodríguez 45+2' · Castillo 82' | 3:1(2:1) | 22' Reyes | Estadio Nacional Chelato Uclés, Tegucigalpa Widzów: 10 111 Sędzia: Juan Gabriel Calderón |

| 8 czerwca 202422:30 CEST | Kajmany        | 1:0(0:0) | Antigua i Barbuda | Truman Bodden Stadium, George Town Widzów: 637 Sędzia: Pierre-Luc Lauziere |
| 8 czerwca 202422:30 CEST | Campbell 90+1' | 1:0(0:0) |                   | Truman Bodden Stadium, George Town Widzów: 637 Sędzia: Pierre-Luc Lauziere |

| 10 czerwca 202401:00 CEST | Bermudy     | 1:6(1:1) | Honduras                                                                        | Stadion Narodowy, Hamilton Widzów: 1 021 Sędzia: Karen Hernández Andrade |
| 10 czerwca 202401:00 CEST | Lewis 45+4' | 1:6(1:1) | 14' Arriaga · 49' Ruíz · 53' Rodríguez · 56' L. Vega · 62' Najar · 90+1' Róchez | Stadion Narodowy, Hamilton Widzów: 1 021 Sędzia: Karen Hernández Andrade |

| 11 czerwca 202421:30 CEST | Kuba | 3:0 (wo.) | Kajmany | Estadio Antonio Maceo, Santiago de Cuba Sędzia: Fernando Morón |
| 11 czerwca 202421:30 CEST |      | 3:0 (wo.) |         | Estadio Antonio Maceo, Santiago de Cuba Sędzia: Fernando Morón |

| 4 czerwca 202502:00 CEST | Bermudy                                                             | 5:0(1:0) | Kajmany | Stadion Narodowy, Hamilton Sędzia: Rubiel Vázquez |
| 4 czerwca 202502:00 CEST | Lewis 12' (k.) · Parfitt 54' · Hall 64' · Lambe 79' · Carpenter 85' | 5:0(1:0) |         | Stadion Narodowy, Hamilton Sędzia: Rubiel Vázquez |

| 6 czerwca 202502:00 CEST | Antigua i Barbuda | 0:1(0:1) | Kuba | ABFA Technical Center, Pigotts Widzów: 428 Sędzia: Kwinsi Williams |
| 6 czerwca 202502:00 CEST | Bravo 45+8'       | 0:1(0:1) |      | ABFA Technical Center, Pigotts Widzów: 428 Sędzia: Kwinsi Williams |

| 7 czerwca 202502:00 CEST | Kajmany             | 0:1(0:0) | Honduras | Truman Bodden Stadium, George Town Sędzia: Adonis Carrasco |
| 7 czerwca 202502:00 CEST | Robinson 86' (sam.) | 0:1(0:0) |          | Truman Bodden Stadium, George Town Sędzia: Adonis Carrasco |

| 10 czerwca 202522:00 CEST | Kuba        | 1:2(0:1) | Bermudy                | Estadio Antonio Maceo, Santiago de Cuba Sędzia: Oliver Vergara |
| 10 czerwca 202522:00 CEST | Aguirre 58' | 1:2(0:1) | 6' Parfitt · 74' Lambe | Estadio Antonio Maceo, Santiago de Cuba Sędzia: Oliver Vergara |

| 11 czerwca 202504:00 CEST | Honduras                 | 2:0(0:0) | Antigua i Barbuda | Estadio Nacional Chelato Uclés, Tegucigalpa Sędzia: Waldir García |
| 11 czerwca 202504:00 CEST | Montes 49' · A. Vega 80' | 2:0(0:0) |                   | Estadio Nacional Chelato Uclés, Tegucigalpa Sędzia: Waldir García |

## Strzelcy

### 2 gole
- Reggie Lambe
- Zeiko Lewis
- Djair Parfitt
- Edwin Rodríguez

### 1 gol
- Raheem Deterville
- Julian Carpenter
- Kole Hall
- Sachiel Ming
- Kervin Arriaga
- Rubilio Castillo
- Anthony Lozano
- Getsel Montes
- Andy Najar
- Bryan Róchez
- David Ruíz
- Alexy Vega
- Luis Vega
- Joshwa Campbell
- Jorge Aguirre
- Maykel Reyes
- Pedro Bravo

### Gol samobójczy
- Wesley Robinson (dla  Hondurasu)